# Konstantin Rudenok
Konstantin Rudenok (tiếng Belarus: Канстанцiн Рудзянок; tiếng Nga: Константин Руденок; sinh 15 tháng 12 năm 1990) là một cầu thủ bóng đá Belarus hiện tại thi đấu cho Dinamo Brest.